# Solna strand (Stockholms tunnelbana)

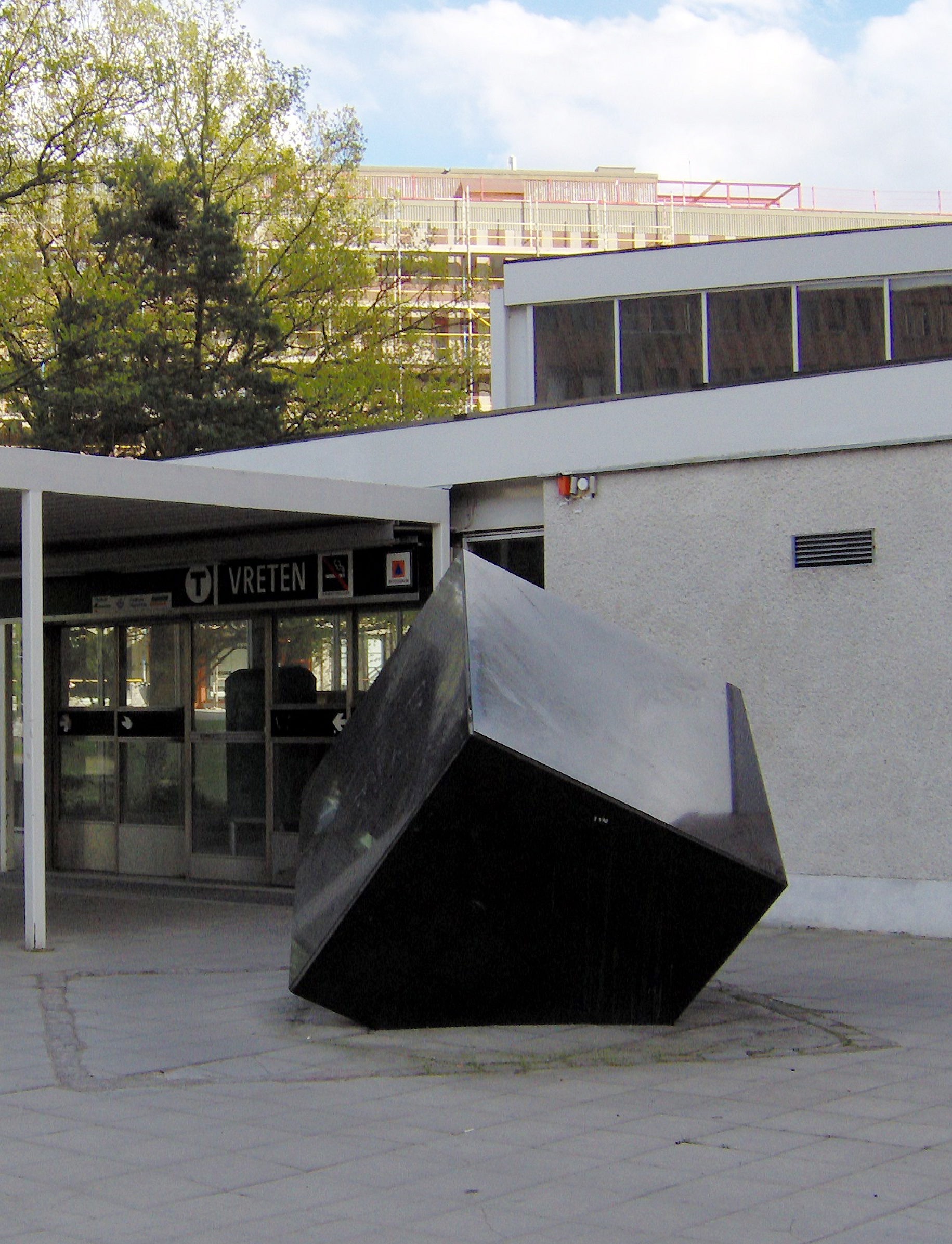
Polierter Kubus vor der U-Bahn-Station von Takashi Naraha

Solna strand (bis 17. August 2014 Vreten) ist eine unterirdische Station der Stockholmer U-Bahn. Sie befindet sich im Stadtteil Huvudsta der Gemeinde Solna. Die Station wird von der Blå linjen des Stockholmer U-Bahn-Systems bedient. Sie gehört zu den eher mäßig frequentierten Stationen des U-Bahn-Netzes. An einem normalen Werktag steigen 4.500 Pendler hier zu, welche hauptsächlich von den naheliegenden Unternehmen kommen. Aus diesem Grund nutzen nur sehr wenige Menschen diese Station außerhalb gewöhnlicher Arbeitszeiten. Als einzige Station der Tunnelbana wurde Vreten daher bis August 2011 nicht ganztägig bedient. Die Züge fuhren zu bestimmten Zeiten ohne Halt durch.
Die Station wurde am 19. August 1985 in Betrieb genommen, als der Abschnitt der Blå linjen zwischen Västra skogen und Rinkeby eröffnet wurde. Die Bahnsteige befinden sich ca. 28 Meter unter der Erde. Die Station liegt zwischen den Stationen Huvudsta und Sundbybergs centrum. Bis zum Stockholmer Hauptbahnhof sind es etwa sechs Kilometer.
Am 18. August 2014 wurde der Name der Station von Vreten nach Solna strand geändert. Das umliegende Gewerbegebiet hatte diesen Namenswechsel schon anfangs des vorigen Jahrzehnts vollzogen, da Vreten als wenig ansprechend gesehen wurde. Der Name Vreten ist seit dem 19. Jahrhundert in Gebrauch, als ein Bauernhof an dieser Stelle den Namen trug.